# Astragalus tigridis
Astragalus tigridis är en ärtväxtart som beskrevs av Pierre Edmond Boissier. Astragalus tigridis ingår i släktet vedlar, och familjen ärtväxter. Inga underarter finns listade i Catalogue of Life.